# Maróthy Margit
Marótegyházi Maróthy Margit Erzsébet (Rozsály, 1872. november 9. – Serke, 1955. február 27.) színésznő, a Magyar Nemzeti Színház örökös tagja.

## Életútja
Apja Maróthy János országgyűlési képviselő, anyja Danczinger Friederika színésznő volt. A Veres Pálné Nőképzőben és az Állami Felsőbb Leányiskolában tanult, majd 1886-tól a színészakadémiát végezte. 1890 áprilisában a Nemzeti Színházhoz szerződtették. Onnan Kolozsvárra ment gyakorlatra, ahol megismerkedett Ráthonyi Ákos színésszel. 1893-ban Rozsályban összeházasodtak. 1894-ben visszaszerződött a Nemzeti Színházhoz. 1903. január 16-án első ízben lépett fel a Magyar Színházban, Émile Zola Raquin Teréz című drámája címszerepében. 1906. június 1-jén nyugalomba vonult. 
Miután első férjétől elvált, 1907. december 23-án Budapesten férjhez ment az evangélikus nemesi származású Gömöry Olivér János Viktor (Pest, 1869. május 17.–1920) miniszteri tisztviselőhöz, akinek a szülei Gömöry János (1813–1907) táblabíró, Szász–Coburg–Gothai Fülöp herceg uradalmi kormányzója, titkos tanácsosa, a cs. és kir. III. osztályú Osztrák Császári Vaskorona-rend tulajdonosa, a Ferenc József-rend lovagja, és kiscsoltói Ragályi Rozália (1838–1911) voltak. 1911-ben Gömöry szülei elhunytak, így feleségével Serkére költöztek, szabadidejükben európai utazásokat tettek. Férje 1917-ben megbetegedett, szanatóriumi kezelés helyett Maróthy ápolta. Állapota azonban a következő évre súlyosbodott, majd 1920-ban elhunyt.
Mivel már korábban megismerkedett a teozófiával Nyugat-Európában, így lefordította a Bhagavad-gítát, a hinduizmus szent könyvét. Részt vett a teozófusok berlini és bécsi kongresszusain, majd 1925-ben, a Teozófiai Társaság megalakulásának 50. évfordulóján Indiába is ellátogatott, ahol egy Madrasz-Adyárban rendezett kongresszuson vett részt. 1926-ban tért haza.
Maróthy Margit 13 évi özvegység után 1933-ban ismét férjhez ment. Férje kisdobronyi I’saák Elemér lett, így 61 éves korában visszakerült szülőföldjére, a várba, ahol szüleivel gyermekkorát élte. Harmadik férje 1940 őszének elején meghalt.
Maróthy Margit elszegényedve hunyt el 1955-ben. Kétezer kötetes könyvtárát végrendeletében a Sárospataki Főiskolára hagyta, ez később a rimaszombati Gömöri Múzeumhoz került.

## Fontosabb szerepei
- Raquin Teréz (Zola)
- Piroska (Arany J.–Mérei A.: Toldi)
- Abigail (Goldfaden: Szulamit)

## Művei, fordításai
- A Csend hangja. Töredékek az Arany Szabályok könyvéből. Naponkénti használatra a lanuknak (a tanítványoknak); szanszkritből ford., jegyz. Helene Petrovna Blavatsky, angolból ford. Gömöryné Maróthy Margit; Kilián Bp., 1916
- Bhagavad-Gitá. Az isteni ének; szanszkritból ford., bev. Annie Besant, angolból ford. Gömöryné Maróthy Margit, Légrády, Bp., 1924
- Gömöry Olivérné Maróthy Margit: Indiai utamról; bev. Veress Samu; Rábely Ny., Rimaszombat, 1927
- A csend hangja. Töredékek az aranyszabályok könyvéből; szanszkritból ford., jegyz. Helene Petrovna Blavatsky, angolból ford. Gömöryné Maróthy Margit; 2. jav. kiad.; Magyar Teozófiai Társulat, Bp., 1932 (hasonmás kiad.: 1983)
- Bhagavad gītā. Az isteni ének; ford. Gömöryné Maróthy Margit, átnézte, bev. Vadnay Emmy; Magyar Teozófiai Társaság, Bp., 1944
- Bhagavad-gitá. Az isteni ének; szanszkritból ford. Annie Besant, angolból ford. Gömöryné Maróthy Margit; Buddhista Misszió, Bp., 1984
- Bhagavad gītā; ford. Gömöryné Maróthy Margit, bev., jegyz. Vadnay Emmy; 3. átdolg. kiad.; Magyar Teozófiai Társulat, Bp., 1996